# Al Jaffee
Allan "Al" Jaffee (nascido Abraham Jaffee; Savannah, 13 de março de 1921 – Nova Iorque, 10 de abril de 2023) foi um cartunista norte-americano. 
Ficou conhecido por seu trabalho na revista satírica Mad, incluindo a sua seção característica, a Mad Fold-in (Dobradinha Mad no Brasil). Até 2020, Jaffee contribuiu regularmente para a revista. Naquele ano recebeu o título de mais longevo autor de quadrinhos, com mais de 65 anos de carreira pelo Guinness World Records. Durante meio século, entre abril de 1964 e abril de 2013, somente uma edição de Mad foi publicada sem material novo de Jaffee. Em uma entrevista de 2010, Jaffee disse, "pessoas sérias da minha idade estão mortas".
Em 2008, Jaffee foi homenageado pelo Reuben Awards como o Cartunista do Ano. O cartunista da revista The New Yorker Arnold Roth disse, "Al Jaffee é um dos grandes cartunistas do nosso tempo". Descrevendo Jaffee, o criador de Peanuts Charles Schulz escreveu, "Al cartuniza qualquer coisa".

## Início da vida
Jaffee nasceu em 1921, em Savannah, Geórgia, filho de Mildred e Morris Jaffee, o mais velho de quatro filhos, todos do sexo masculino. Seus pais eram ambos imigrantes judeus de Zarasai, Lituânia. Seu pai era gerente em uma loja de departamento. Em 1927, Mildred Jaffee levou seus quatro filhos, com aquiescência de Morris, para Zarasai. Depois de um ano, Morris Jaffee apareceu e levou a família de volta para os Estados Unidos. Depois de um ano, Mildred levou os quatro filhos de volta para a Lituânia. Depois de mais quatro anos, Morris voltou, e tomou os três filhos mais velhos de volta para os Estados Unidos. O filho mais novo iria sair em 1940, e Mildred, presumivelmente, morreu após a invasão nazista. Ele estudou na Escola Superior de Música e Arte em Nova Iorque, no final da década de 1930, juntamente com seu irmão, Harry e os futuros artistas da Mad Will Elder, Harvey Kurtzman, John Severin e Al Feldstein.

## Carreira
Jaffee começou sua carreira em 1941, trabalhando como artista para várias editoras de quadrinhos, incluindo a Timely Comics e Atlas Comics, precursoras da década de 1940 e 1950 respectivamente, da Marvel Comics. Enquanto trabalhando ao lado do futuro cartunista da Mad Dave Berg, Jaffee criou vários títulos de humor para Timely, incluindo "Inferior Man" e "Ziggy Pig and Silly Seal".
Durante a guerra, ele trabalhou como um artista para as forças armadas em várias capacidades. Seu trabalho incluiu a planta baixa original para o Rusk Institute of Rehabilitation Medicine. Durante este tempo, ele se aproveitou do serviço livre de alteração de nome do exército, primeiro para "Alvin Jaffe" por engano, em seguida, para "Allan Jaffee". Enquanto trabalhava no Pentágono, ele conheceu Ruth Ahlquist, com quem se casou em 1945.
Em 1946, Jaffee retornou à vida civil, trabalhando para Stan Lee novamente. Durante aproximadamente um ano e meio no final da década de 1940, Jaffee editara quadrinhos de humor e adolescente para a Timely , incluindo a linha "Patsy Walker".

Jaffee, lembrou em uma entrevista em 2004,
Eu criei Ziggy Pig e Silly Seal a partir do zero. [O editor-chefe] Stan [Lee] disse para mim, "Crie um personagem no estilo das animações. Algo diferente, algo novo." Eu procurei ao redor e pensei, "eu nunca vi ninguém fazer nada sobre uma foca," então eu fiz dela o personagem principal. Então, eu criei "Silly Seal [Foca Boboca]". Um dia, Stan me disse, "Por que você não lhe dá um amiguinho de algum tipo?" Eu já tinha criado Ziggy Pig, que tinha seu próprio quadrinho, então foi muito fácil combiná-los em uma série. Eu disse, "Que tal Ziggy Pig?" Stan disse, "Ok!" Devo acrescentar que, enquanto eu criei Ziggy Pig, foi Stan que o nomeou.

De 1957 a 1963, Jaffee desenhou a tira alongada Tall Tales para o New York Herald Tribune, que foi distribuído para mais de 100 jornais. Jaffee creditou seu mediano sucesso com um formato de pantomima que era fácil de se vender no exterior, mas seus superiores estavam insatisfeitos com o status da tira: "O chefe do syndicate, que era um notável idiota, disse que o motivo de ela não estava vendendo [melhor] é que teria que pôr palavras nela. Então eles fizeram-me pôr palavras nela. Imediatamente perdi 28 jornais estrangeiros". Uma coleção de tiras de Tall Tales foi publicada em 2008. Jaffee também roteirizou as tiras de curta duração de Debbie Deere e Jason no final da década de 1960 e início de 1970. Desde 1984, Jaffee forneceu ilustrações para "The Shpy," uma tira de aventura leve com temática judaica na publicação bimestral para crianças de Tzivos Hashem, The Moshiach Times.

### Mad
Jaffee apareceu pela primeira vez na Mad em 1955, logo após a sua transformação de publicação de quadrinhos para formato revista. Quando o editor Harvey Kurtzman deixou a revista após disputa, Jaffee foi com Kurtzman. Jaffee contribuiu para duas publicações pós-Mad de Kurtzman,Trump e Humbug. Em 2008, a primeira reprodução integral da Humbug foi publicada como um conjunto de dois volumes pela Fantagraphics; o conjunto inclui uma ilustração nova de capa por Jaffee, e uma co-entrevista com Jaffee e Arnold Roth.
Depois que a Humbug se extinguiu em 1958, Jaffee trouxe o seu material não publicado para a Mad, que comprou o trabalho. "Bill Gaines pegou todas as Trump e Humbug", lembrou-se Jaffee, "me chamou em seu escritório, sentou-me no sofá ao lado dele, e passou por cima de cada edição e disse: "Qual dessas é a sua?". E enquanto ele passava por cada um deles, quando viu meu material, ele concordou em me contratar".

#### A Dobradinha
Em 1964, Jaffee criou sua seção mais recorrente na Mad, a Dobradinha (Fold-in). Em cada uma, um desenho é dobrado na vertical e para dentro, para revelar uma nova imagem "oculta" (assim como uma nova legenda). Originalmente, Jaffee a concebeu como uma sátira "barata" de uma só edição das páginas desdobráveis triplas que apareciam em revistas como a Playboy, a National Geographic e Life. Mas pediram para Jaffee fazer uma segunda versão, e logo a Dobradinha tornou-se uma seção recorrente na contracapa interior da revista. No ano de 2011. Jaffee refletiu, "Aquilo que me espantou foi ...o Jeopardy! mostrou uma Fold-in e todos os competidores responderam com a palavra que estavam procurando, que era "Fold-in". Então eu percebi, eu criei uma palavra do idioma inglês".
A Dobradinha desde então se tornou uma das marcas registadas da Mad, e tem aparecido em quase toda edição da revista, de 1964-2008. Uma única edição em 1977 foi publicada sem uma Dobradinha (embora Jaffee tenha feito a arte da quarta capa), e uma edição de 1980 em vez disso, contou com um artifício visual por Jaffee em que as contracapas interna e externa se fundiam para criar uma terceira imagem, quando vistas contra a luz. A terceira Dobradinha em 1964, contou com um design dobrável diagonal, ao invés do padrão de formato vertical esquerda-direita. A imagem revelava os quatro membros dos Beatles tornando se carecas (e, assim, perdendo sua popularidade).
Jaffee usou um computador apenas para manobras tipográficas para fazer certos truques das dobradinhas mais fáceis de criar. Caso contrário, todo o seu trabalho foi feito com a mão. "Eu estou trabalhando em uma placa plana e dura... Eu não posso dobrá-la. É por isso que meu planejamento tem que ser tão correto". Em 2008, Jaffee disse a um jornal, "eu nunca vejo a pintura acabada dobrada até ela ter sido impressa na revista. Eu acho que eu tenho esse tipo de mente visual onde eu posso ver os dois lados, sem, na verdade, colocá-los juntos". Contrastando as atuais técnicas de arte e abordagem de Jaffee o diretor de arte da Mad, Sam Viviano, disse, "eu acho que parte do brilho da Dobradinha se perde nas gerações mais jovens, que estão tão acostumados com o Photoshop e são capazes de fazer coisas assim em um computador".

### Na década de 2000
Até o final de 2016, Jaffee continuou a fazer a Dobradinha para a Mad, bem como outras obras de arte para os artigos. O mais antigo colaborador regular da revista, o trabalho de Jaffee tem aparecido em 480 edições da revista, um total inigualado por qualquer outro escritor ou artista. Ele disse, "eu trabalho para uma revista que é, essencialmente, para os jovens, e que eles mantenham-me trabalhando, eu me sinto muito sortudo ... Para usar um velho clichê, eu sou como um velho cavalo de corrida. Quando os outros cavalos estão correndo, eu quero correr também".
Em agosto de 2008, Jaffee foi entrevistado para uma reportagem do canal NY1 sobre a sua carreira. Ele disse: "Me admira que eu ainda esteja funcionando em um nível razoavelmente decente. Porque houve muitos dias de escuridão, mas você tem que reinventar a si mesmo. Você é derrubado e você se levanta e segue em frente".
Uma coleção encaixotada de quatro volumes de capa dura, The Mad Fold-In Collection: 1964-2010), foi publicada pela Chronicle Books em setembro de 2011, ISBN 978-0811872850.

## Morte
Jaffee morreu em 10 de abril de 2023 em Manhattan, Nova Iorque devido à falência de múltiplos órgãos.